# Metròpoli de Corint
La Metròpoli de Corint, Sició, Zemenon, Tarsos i Polyphengos (grec: Ιερά Μητρόπολις Κορίνθου, Σικυώνος, Ζεμενού, Ταρσού και Πολυφέγγους) és una seu metropolitana de l'Església de Grècia a Coríntia, Grècia. Des de l'edat mitjana també existeix com a seu titular catòlica romana.

## Història
La fundació de la seu de Corintí s'atribueix a l'apòstol Pau, que es diu que havia predicat a la ciutat i dirigit dues epístoles a l'Església coríntia. El seu successor i primer bisbe fou Sant Apol·lo d'Efes. El papa Climent I també va escriure una epístola a la comunitat, al primer segle. En el període romà antic i tardoantic, Corint fou la capital i seu metropolità de la província d'Acaia (Grècia meridional).
La ciutat va ser destruïda en gran part pels terratrèmols de 365 i 375, seguida de la invasió d'Alaric el 396. Va ser reconstruïda a escala menor a partir de llavors, però amb edificis grandiosos. Corint va patir un declivi a partir del segle vi, i el poblament principal es va traslladar de la ciutat baixa a l'Acrocorínt. Tot i convertir-se en la capital dels temes de l'Hèl·lade i del Peloponès, no va ser fins al segle IX que la ciutat va començar a recuperar-se, assolint el seu apogeu als segles xi i xii, quan va ser el lloc d'una florida indústria de la seda. Aquesta prosperitat va acabar amb el saqueig normand de 1147.
A més de Sant Apol·lo, Le Quien (II, 155) esmenta quaranta-tres bisbes per a l'època romana: entre ells, Sant Sostene, deixeble de Sant Pau, Sant Dionís; Pau, germà de Sant Pere, bisbe d'Argos al segle X; Sant Atanasi, al mateix segle; Jordi o Gregori, un comentarista dels himnes litúrgics. Fins al segle ix, Corint va romandre la metròpoli del sud de Grècia, i particularment del Peloponès. De fet, el bisbe de Corint va ser l'únic bisbe del Peloponès a assistir al Concili d'Efes el 431 i l'únic bisbe de Grècia que va assistir al Tercer Concili de Constantinoble el 680. Tanmateix, des del començament del segle ix, la primacia de Corint sobre el Peloponès va ser desafiada per la Seu de Patres, i des del segle X a Corint quedà restringit al Peloponès oriental i a algunes de les illes Jòniques. Basat en els diversos Notitiae Episcopatuum dels segles X-XII, Corint va comptar amb set sufragànies: Cefalònia, Zakinthos, Damala, Lacedaemon/Monemvasia, Argos, Helos i Zemena.
El 1203/4, la ciutat va caure en mans de l'ambiciós senyor de l'Argòlida, Lleó Esgur, que va aconseguir la possessió de Corint convidant el seu metropolità, Nicolau, a Acronàuplia per sopar, i després el va llençar des de les seves altures. Les ambicions d'Esgur de crear un estat propi al sud de Grècia van ser comprovades per l'assalt dels vencedors croats, que van capturar Corint el 1210.
Després de la presa de la ciutat, els croats van establir un arquebisbat llatí per substituir la seu ortodoxa grega. Le Quien (III, 883) esmenta vint prelats llatins des de 1210 fins a 1700, però Eubel (I, 218; II, 152) esmenta vint-i-dos arquebisbes per al període de 1212 a 1476. Tot i que Corint fou la seu més antiga i prestigiosa del sud de Grècia, durant el període del govern franc va ser eclipsat per l'arquebisbat de Patres.
La ciutat va ser recuperada pel despotat de Morea el 1395 i, després d'un curt període (1397-1404) de govern dels cavallers Hospitalaris, va tornar a mans romanes d'Orient, on va romandre fins que va caure a mans de l'Imperi Otomà el 8 d'agost de 1458. Després de la reconquesta romana de la ciutat, la seu catòlica es va convertir en una seu titular. Avui, la Metròpoli de Corint pertany a l'Església de Grècia, sota l'arquebisbe d'Atenes i de tota Grècia.

## Cronologia episcopal
- Apollo (mitjans del segle I)
- Silas
- Onesiphorus
- Sosthenes
- Apol·loni (inicis del segle II)
- Dionisi I (vers 170)
- Bacchylus (vers 196)
- Hesiodus (segle iii)
- Dionisi II (vers 350)
- Doroteu (finals del segle IV)
- Eustati (381)
- Alexandre (406)
- Perigenes (vers 431)
- Erasistratus (446)
- Pere (vers 451)
- Photius (vers 536)
- Teodor (segle vi)
- Anastasi (vers 590–591)
- Joan I (591)
- Esteve I (681)
- Gabriel I (8th/9th century)
- Joan II (879–880)
- Pau
- Basili
- Athanasi
- Gabriel
- Jordi
- Nicetas
- Miquel
- Nicolau
- Eteven II
- Teodor
- Gregori
- Sergi
- Nicodem I
- Hyacints
- Theolept
- Isidor
- Theognostos

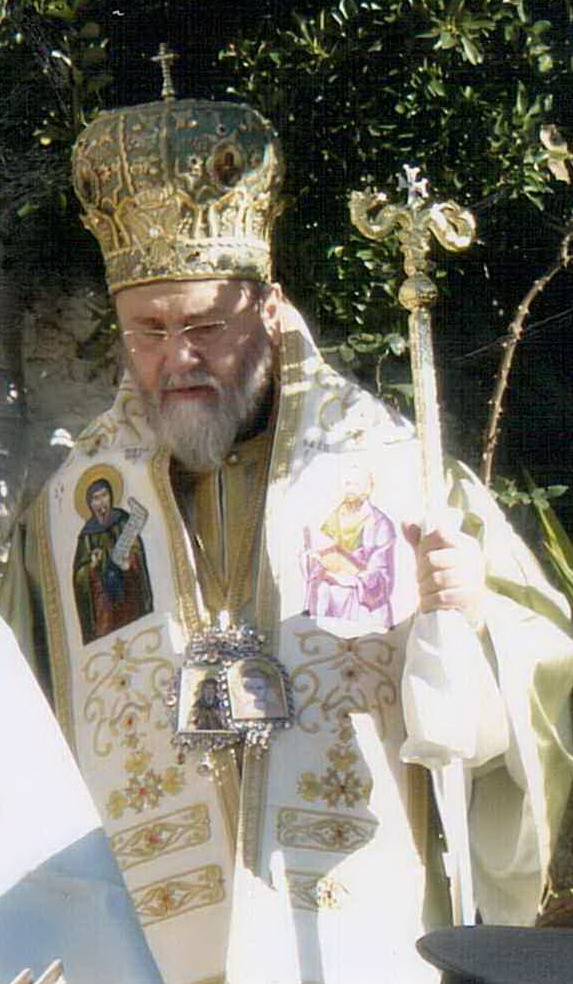
El metropolità Dionysios Mantalos.

- Arquebisbes llatins (1212–mitjans del segle XV)
- Marc (1445)
- Malaquies (1446)
- Joaquim (vers 1447)
- Ciril I (1492–1507)
- Macari I (1507–1517)
- Theophanes (1517–1534)
- Joasaph I (1541–1549)
- Sophronius (1549–1569)
- Laurentius (1574–1585)
- Neophytus I (1585–1589)
- Laurentius (1590)
- Neophytus I (1595)
- Anthimus (1620–1622)
- Neophytus II (1622–1626)
- Daniel (1626–1628)
- Cyril I Spanos (1628–1635) Posteriorment Patriarca de Constantinoble, 1652 i 1654
- Ezekiel II (1636–1638)
- Joasaph II (1638–1641)
- Gregori I (1641–1660)
- Parteni (1660–1668)
- Callixt (1668–1672)
- Zacaries I (1678–1684)
- Gregori II Notaras (1684–1715) sotar mandat venecià
- Joasaph III (1715–1719)
- Metrophanes (1719)
- Parthenios (1734–1763)
- Makarios Notaras (1764–1767)
- Gabriel III (1776–1784)
- Zacaries II (1784–1819)
- Ciril II (1819–1836)
- Ciril III (1841–1842)
- Gerasimos (1842–1843)
- Jonah (1852–1854)
- Amfilochios (1854–1875)
- Bartomeu (1899–1918)
- Damaskinos Papandreou (1922–1938) Posteriorment arquebisbe d'Atenes, 1941–1949
- Michail Konstantinidis (1939–1949)
- Prokopios (1949–1965)
- Paneteleimon Karanikolas (1965–2006)
- Dionysios Mantalos (2006–2025)